# Brendan Foster

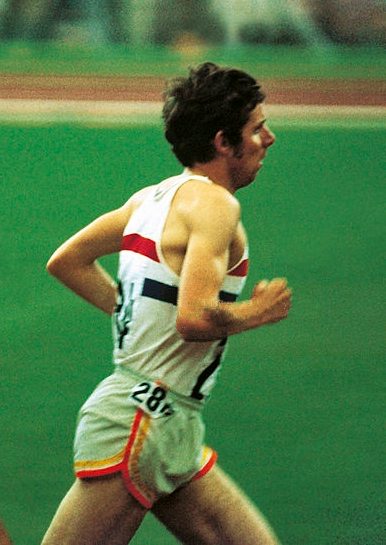
Brendan Foster (Reino Unido) compitiendo en la semifinal de 1500 metros. Munich (Alemania), 9 de septiembre de 1972.

Brendan Foster (nacido el 12 de enero de 1948 en Hebburn, Tyne y Wear, Inglaterra) es un exatleta británico especializado en carreras de fondo, y fundador de la Great North Run. Se educó en la St Joseph's Grammar School y en la Universidad de Sussex.
En su carrera atlética Foster compitió en tres Juegos Olímpicos, obteniendo una medalla de bronce en 10.000 metros en los Juegos Olímpicos de Montreal 1976. En 1974 ganó los 5.000 metros en los Campeonatos Europeos, venciendo al campeón olímpico Lasse Virén en su camino hacia el oro. En el mismo año rompió el récord mundial de los 3.000 metros en su pista de entrenamiento, Gateshead Stadium. Ese mismo año, Foster fue galardonado con el prestigioso premio de la Personalidad del Año en el Deporte de la BBC.
También ganó el oro en los 10.000 metros en los Juegos de la Mancomunidad de 1978 en Edmonton, y en 1973 rompió el Récord Mundial de las 2 millas en el Crystal Palace. En 1976 se le otorgó un MBE a Foster.
Tras de retirarse del deporte después de las Olimpiadas de Moscú en 1980, Foster trabajó para la televisión BBC como comentarista de atletismo en cualquier evento importante desde 1983. 
En 1981, Foster fundó la Great North Run. La carrera de 2005 fue la celebración de la vigésimo quinta edición del acontecimiento, en donde más de medio millón de personas han participado durante los años. El acontecimiento normalmente atrae a más de 50.000 corredores. En 2003, Brendan corrió la Great North Run por primera vez después de muchos años como parte de un desafío en antena de Ray Stubbs de la BBC en la edición de 2002. 
Foster es también el director general de Nova International, y rector de la Leeds Metropolitan University